# 季節 (河島英五のアルバム)
「季節」（きせつ）は、河島英五の13枚目のオリジナル・アルバム。
1988年12月21日に、CBS/SONY RECORDSから発売された。
翌1989年9月15日に、収録曲が1曲変更されて再発売された。
本項は双方とも記述する。

## 解説
CBS・ソニー移籍後のオリジナル・アルバム『時代おくれ』『ろまんちすと』に続く、阿久悠と河島によるコラボレーション第3弾作品。阿久は本作では6曲の詞を手掛けている。そして、河島が作詞・作曲を手掛けた3曲以外の6曲の作曲に関しては外部作家による楽曲提供が為されている。
1988年盤の先行シングルとして、「生まれる前から好きやった」と「いのちの旅人たち」の2曲入りシングルが、1989年盤発売の少し前には「地団駄」と「生まれる前から好きやった」の2曲入りシングルが発売された。
「生まれる前から好きやった」は、本作収録前の1986年にやしきたかじんに提供した楽曲でもある。たかじんのレギュラーラジオ番組に河島がゲスト出演した際、「たかじんに是非歌って欲しい」と、その場で本楽曲をピアノの弾き語りで披露したところ、たかじんが河島に頼み込んで提供してもらったとの逸話が残されている。
「地団駄」は元プロ野球選手・村田兆治をテーマにした楽曲と河島が語っている。

## 収録曲目の変更
本作は1988年と1989年の2度にわたって発売されており、1988年盤では4曲目が「街のジプシー」であるが、1989年盤では4曲目が「オリオン座の詩」に変更されている。いずれも河島が作詞を手掛けた楽曲の入替となった。
近年では音楽配信サービスで本作の音源が入手可能であるが、「オリオン座の詩」を含む1989年盤のみが対象となっている。

## 1988年盤収録曲

### CD
特記以外全作詞：阿久悠
1. 生まれる前から好きやった（4：46）[3]
  - 作詞・作曲：河島英五　編曲：水谷公生
2. 自分のことをどのくらい知ってますか（6:30）[3]
  - 作曲：水谷公生　編曲：若草恵
3. 忘れもの（4:13）[3]
  - 作曲：網倉一也　編曲：石田勝範
4. 街のジプシー（3:40）[3]
  - 作詞・作曲：河島英五　編曲：水谷公生
5. 季節（4:05）[3]
  - 作曲：水谷公生　編曲：若草恵
6. 地団駄（4:56）[3]
  - 作詞・作曲：河島英五　編曲：水谷公生
7. Bye Byeメランコリー（4:44）[3]
  - 作曲：網倉一也　編曲：石田勝範
8. 主役（3:27）[3]
  - 作曲：井上大輔　編曲：八木正生
9. いのちの旅人たち（5:35）[3]
  - 作曲：井上大輔　編曲：船山基紀

### カセットテープ

#### SIDE A
1. 生まれる前から好きやった
2. 自分のことをどのくらい知ってますか
3. 忘れもの
4. 街のジプシー
5. 季節

#### SIDE B
1. 地団駄
2. Bye Byeメランコリー
3. 主役
4. いのちの旅人たち

## 1989年盤収録曲

### CD
1. 生まれる前から好きやった（4：48）[2]
2. 自分のことをどのくらい知ってますか（6:32）[2]
3. 忘れもの（4:15）[2]
4. オリオン座の詩（3:54）[2]
  - 作詞・作曲：河島英五　編曲：石田勝範
5. 季節（4:07）[2]
6. 地団駄（4:57）[2]
7. Bye Byeメランコリー（4:46）[2]
8. 主役（3:30）[2]
9. いのちの旅人たち（5:35）[2]

### カセットテープ

#### SIDE A
1. 生まれる前から好きやった
2. 自分のことをどのくらい知ってますか
3. 忘れもの
4. オリオン座の詩
5. 季節

#### SIDE B
1. 地団駄
2. Bye Byeメランコリー
3. 主役
4. いのちの旅人たち